# 宋文運
宋文运（？—1684年），字开之，直隶南宫縣人。清初政治人物。

## 生平
顺治六年（1649年）己丑科进士，授山东滋阳县知县，改刑部主事，再迁吏部郎中。為官清正不阿。
康熙十八年（1679年），通过魏象枢退荐，擢为鸿胪寺少卿，升光祿寺卿、順天府府尹。累升刑部侍郎。因病乞休，加太子少保致仕。卒谥端悫。《清史稿》载，康熙帝在其死后许久，仍“谓文选司事要，文运操守声名，无能及之者”。